# هرمان گرومن
هرمان گرومن (انگلیسی: Herman Groman; ۱۸ اوت ۱۸۸۲ – ۲۳ ژوئیهٔ ۱۹۵۴) ورزشکار دو و میدانی اهل ایالات متحده آمریکا بود.